# D×D×D
D×D×D – czwarty japoński album studyjny południowokoreańskiej grupy SHINee, wydany 1 stycznia 2016 roku. Został wydany w trzech wersjach: regularnej i dwóch limitowanych (DVD i Blu-ray).
Album był promowany przez trzy wcześniej wydane single: Your Number, Sing Your Song, które znalazły się w pierwszej piątce listy Oricon, a także tytułowy utwór. Album osiągnął 1 pozycję w rankingu Oricon i pozostał na liście przez 16 tygodni, sprzedał się w nakładzie 61 263 egzemplarzy.
30 stycznia 2016 roku rozpoczęła się trasa koncertowa SHINee WORLD 2016 ~D×D×D~ i zakończyła 19 maja.

## Lista utworów
| CD  |                        |                                |                                                         |      |
| Nr  | Tytuł                  | Słowa                          | Muzyka                                                  | Czas |
| 1.  | "D×D×D"                | Hidenori Tanaka (agehasprings) | Kevin Charge, Ricky Hanley, Yumiko Okada, Hide Nakamura | 3:27 |
| 2.  | "Wishful Thinking"     | KAMIKAORU                      | Andreas Öberg, Caesar & Loui                            | 3:12 |
| 3.  | "WANTED"               | Sara Sakurai                   | Christian Fast, Didrik Thott, Henrik Nodenback          | 3:17 |
| 4.  | "BOYS WILL BE BOYS"    | Kanata Okajima Erik Lidbom     | 3:58                                                    |      |
| 5.  | "View" (Japanese Ver.) | Sara Sakurai                   | LDN Noise, Ryan S.Jhun, Adrian McKinnon                 | 3:13 |
| 6.  | "Your Number"          | Junji Ishiwatari               | Chris Meyer, Kevin Charge                               | 4:19 |
| 7.  | "Good Good Feeling"    | Sara Sakurai                   | Chris Meyer, Kevin Charge                               | 3:46 |
| 8.  | "Photograph"           | Junji Ishiwatari               | Ricky Hanley, Rob Derbyshire                            | 3:14 |
| 9.  | "Sweet Surprise"       | Junji Ishiwatari               | Andreas Stone Johansson, Andreas Öberg, STEVEN LEE      | 3:35 |
| 10. | "Sing Your Song"       | Junji Ishiwatari               | Andreas Öberg, MLC, Carlos Okabe                        | 4:05 |
| 11. | "Moon Drop"            | Sara Sakurai                   | Chris Meyer, Shunsuke Harada                            | 3:40 |
| 12. | "LOVE"                 | Sara Sakurai                   | Kenzie                                                  | 4:22 |

## Notowania
| Lista                            | Pozycja |
| -------------------------------- | ------- |
| Oricon Daily Albums Chart        | 1       |
| Oricon Weekly Albums Chart       | 1       |
| Oricon Monthly Albums Chart      | 7       |
| Billboard Japan Top Albums Sales | 2       |
| Billboard Japan Hot Albums       | 3       |